# Oyster River
Oyster River est une municipalité située dans l'île de Vancouver de la province de la Colombie-Britannique.